# 碳酸铵
碳酸铵（ammonium carbonate）是碳酸的铵盐正盐，化学式为(NH4)2CO3。碳酸铵在空气中不稳定，会逐渐变成碳酸氢铵及氨基甲酸铵。

## 市售品
碳酸铵的市售品（CAS号10361-29-2）并非“(NH4)2CO3”，而是碳酸氢铵和氨基甲酸铵的混合物。

## 制备及性质
碳酸铵可由氨和二氧化碳通入水中制得。{\displaystyle {\ce {2NH3 + CO2 + H2O -> (NH4)2CO3}}}
30°C时溶液结晶。具有强烈刺激性气味，它主要用作肥料、灭火剂和洗涤剂。
它接触空气时逐渐失去氨变为碳酸氢铵。
{\displaystyle {\ce {(NH4)2CO3 -> NH4HCO3 + NH3 ^}}}
在60°C左右即迅速离解为氨、二氧化碳和水。
{\displaystyle {\ce {(NH4)2CO3 -> 2NH3 ^ + CO2 ^ + H2O}}}